# Pseudocladophoraceae
Famille
Les Pseudocladophoraceae  sont une famille d’algues vertes de l’ordre des Cladophorales .

## Étymologie
Le nom vient du genre type Pseudocladophora, composé du préfixe pseudo-, faux, et -cladophora qui fait référence au genre Cladophora (algue verte de la famille des Cladophoraceae) en référence à la  ressemblance de cette algue avec le genre Cladophora.

## Liste des genres
Selon  BioLib (8 janvier 2022) et AlgaeBase (8 janvier 2022) :
- Pseudocladophora, Boedeker & Leliaert